# Elias al-Murr

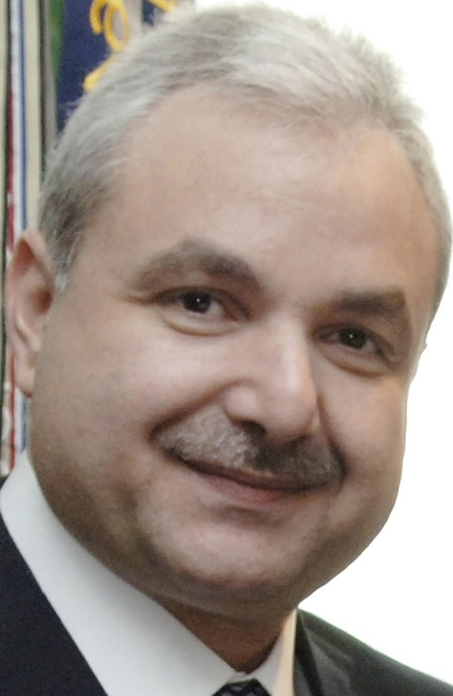
Elias al-Murr

Elias al-Murr (Arabisch: إلياس المرّ) (Bteghrine, 1962) is een Libanees jurist, politicus en zakenman. Hij is lid van de Grieks-orthodoxe Kerk.
In 2006 werd hij minister van Defensie. Voorheen had hij in andere kabinetten reeds de posities van waarnemend premier en minister van Buitenlandse Zaken bekleed.
Hij werd geboren als zoon van de voormalige minister van Binnenlandse Zaken Michel al-Murr. Hij is getrouwd met Kareen Lahoud, de dochter van president Émile Lahoud, tezamen hebben ze drie kinderen.
Zijn tante Mirna al-Murr is het hoofd van de instantie die gaat over alle bouwvergunningen in het land.
Tijdens een op hem gerichte bomaanslag op 12 juli 2005 in Antelias, vijf kilometer ten noorden van Beiroet gelegen, raakte hij gewond. Volgens de politie kwam er bij deze aanslag één persoon om het leven en raakten meer dan tien mensen gewond.